# Riserva naturale della Garzaia di Carisio
La riserva naturale della Garzaia di Carisio  è un'area naturale protetta, più precisamente una riserva naturale a gestione regionale, situata nel comune di Carisio in provincia di Vercelli (Piemonte). 
La riserva è stata istituita nel 1999 e occupa una superficie di circa 103 ettari nella provincia di Vercelli. Il territorio della riserva è compreso nel sito di interesse comunitario (SIC) della rete europea Natura 2000 dal nome "Garzaia di Carisio" (Codice IT1120005).

## Territorio
La riserva si estende a cavallo del torrente Elvo su un'area grossomodo rettangolare, limitata a nord dall'autostrada Torino-Milano e a sud dalla SP "Saluggia - Gattinara", ad una quota compresa tra i 182 e i 190 m. s.l.m..

## Fauna
Nella riserva sono state censite più di trenta specie di uccelli, la maggior parte delle quali nidificano in loco. 
Tra gli anfibi presenti si possono ricordare le specie protette tritone crestato, raganella padana e rana di Lessona.
Rilevante inoltre è la presenza in questa piccola area di 20 diverse specie di libellule, alcune ormai decisamente rare altrove.

## Flora
Il parco si sviluppa attorno all'area ripariale dell'Elvo, dove prevalgono i boschi d'invasione (e in particolare la robinia), estendendosi anche su contigui pioppeti e aree risicole.
Alcuni rari esemplari di farnia e di ontano residuano dal bosco planiziale che occupava la zona prima dell'intensificarsi dello sfruttamento agricolo.

## Strutture ricettive

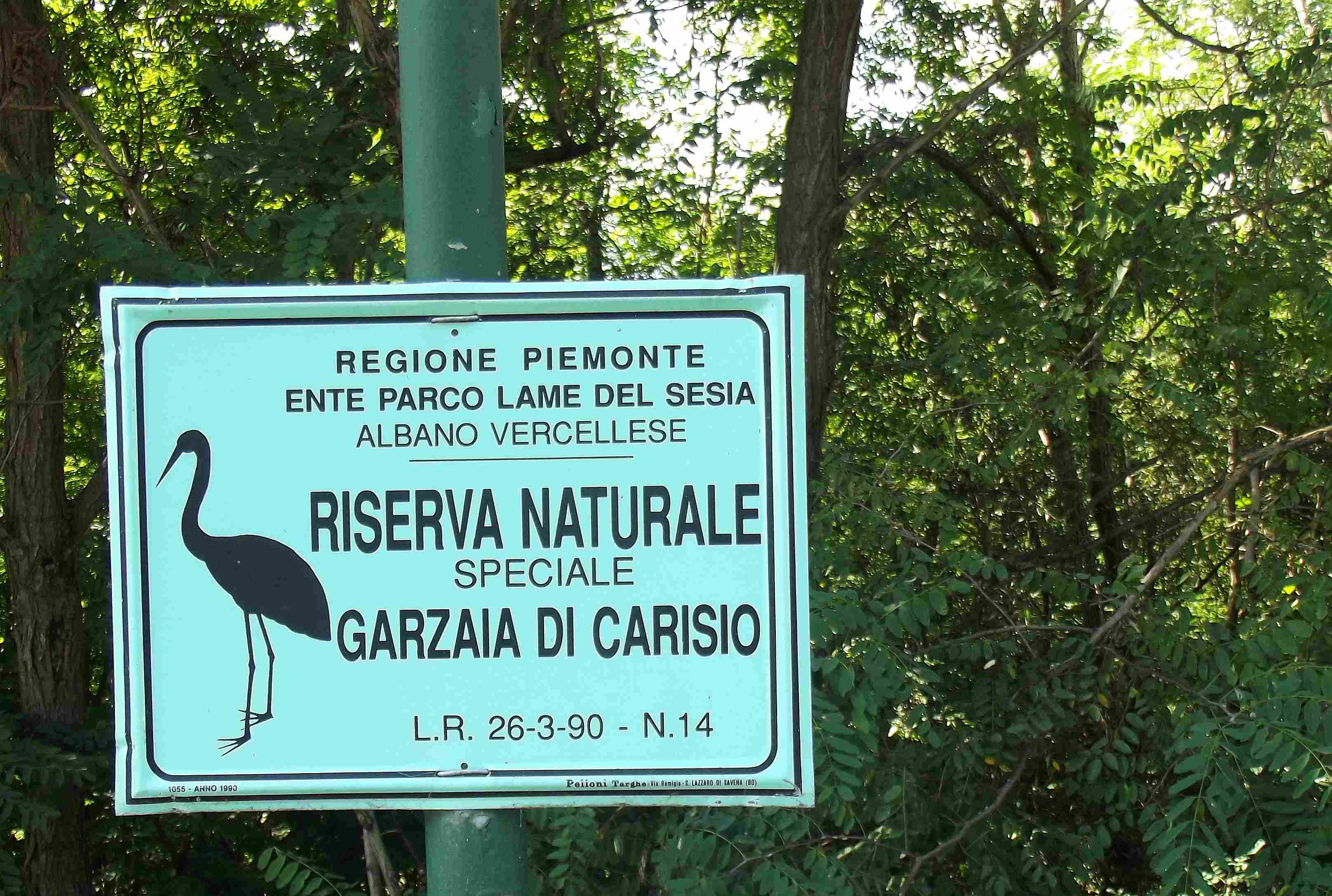
Un cartello lungo la SP n.3

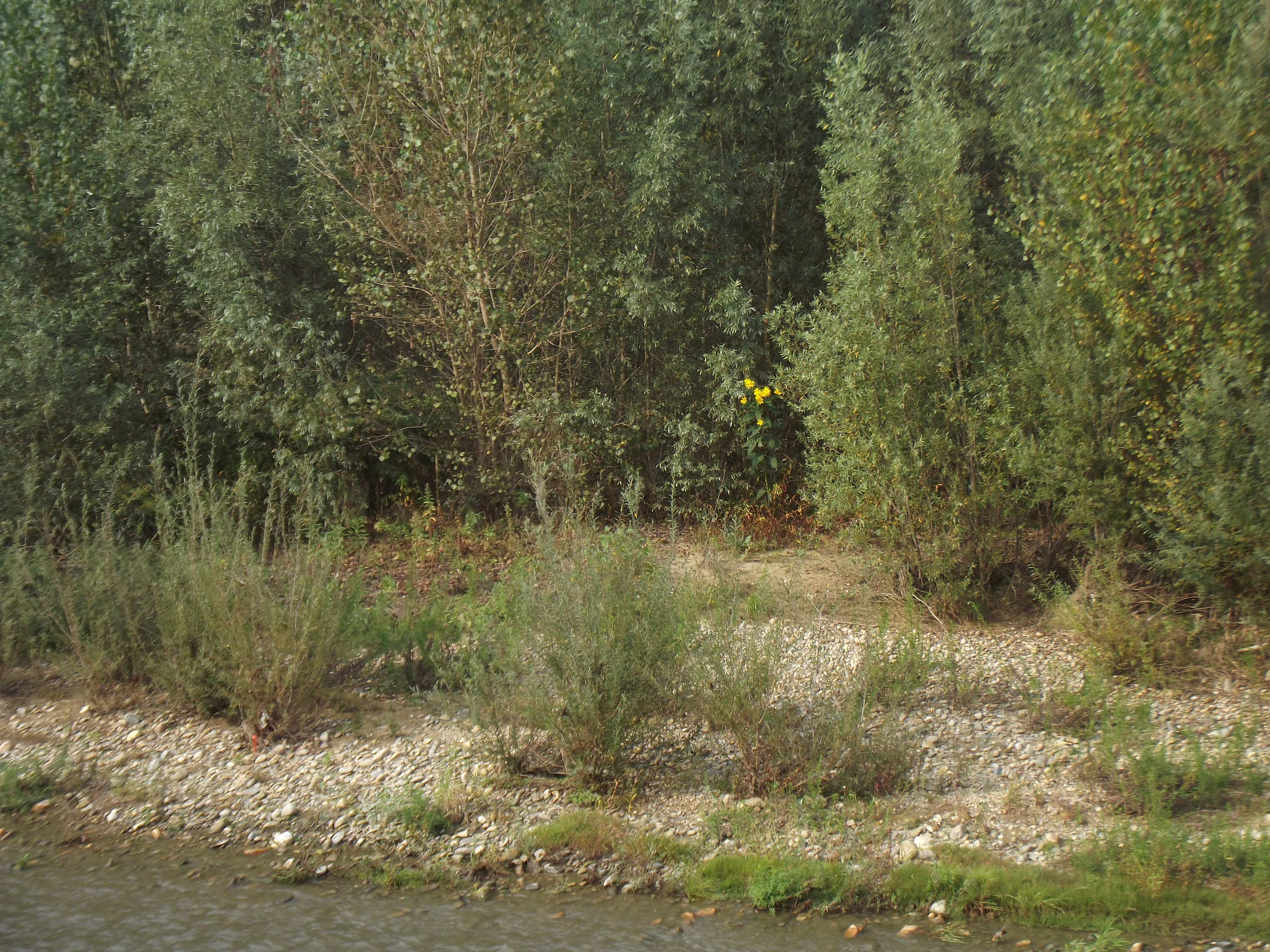
Il greto dell'Elvo

Il servizio di "centro visite" per l'area protetta è gestito dal Parco Lame del Sesia ad Albano Vercellese nella sede di via XX Settembre, 12